# Alexandre Weill (écrivain)
Pour les articles homonymes, voir Alexandre Weill et Weill.
Abraham Weil, dit Alexandre Weill, né à Schirrhoffen le 10 mai 1811 et mort le 18 avril 1899 à Paris, est un journaliste et écrivain français.

## Biographie

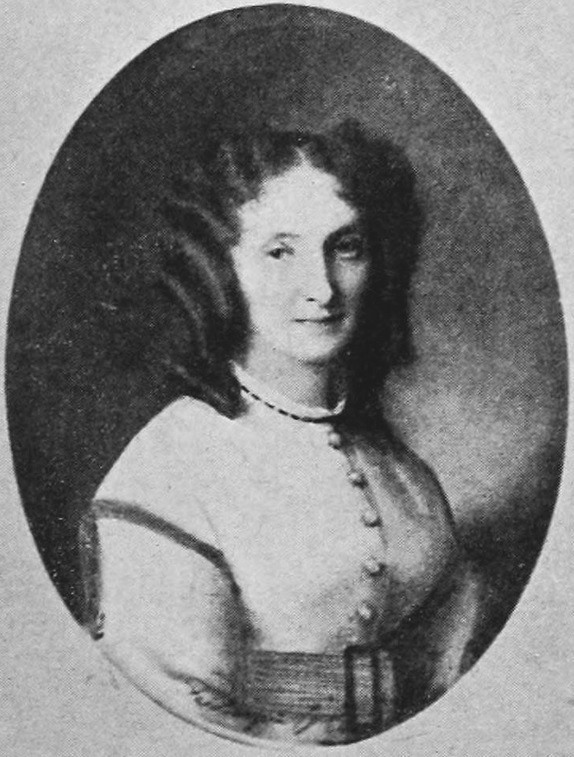
Agathina Weill (1815-1878).

Fils d'un marchand de bestiaux, Abraham Weil naît dans la communauté juive d'un village du nord de l'Alsace. Ayant entrepris de devenir rabbin, il étudie tout d'abord à Metz avant de se rendre à Francfort en 1826. Abraham y découvre la philosophie et, vers 1830, renonce à la religion ainsi qu'au rabbinat. C'est à cette époque qu'il rédige ses premiers articles et développe des idées politiques très avancées, dans le sillage du mouvement Jeune-Allemagne.
Invité par Gérard de Nerval à s'installer à Paris, le jeune journaliste républicain se lie à partir de 1837 avec les auteurs romantiques présents dans la capitale (notamment Henri Heine) et collabore aux journaux de Louis Blanc, Pierre Leroux, George Sand et Victor Considerant. En 1847, il épouse Agathina Marx (née Guiguitte Marix), une modiste de la rue du Faubourg-Saint-Honoré.
Socialiste fouriériste, il se présente aux élections de 1848 mais ne parvient pas être élu à l'Assemblée constituante. La Seconde République le déçoit et il change alors radicalement d'orientation politique en rejoignant la droite légitimiste catholique et en écrivant pour l'organe de ce courant réactionnaire, La Gazette de France.
À partir du Second Empire, qu'il refuse de rallier, Alexandre Weill renoue avec le judaïsme, qu'il appréhende à travers une théologie toute personnelle, développée dans de nombreux essais relativement confidentiels.
Affecté par la mort d'Agathina en 1878, Alexandre Weill passe les dernières années de sa vie reclus dans son domicile de la rue du faubourg Saint-Honoré (no 11), où il meurt en 1899, à l'âge de 87 ans.

## Œuvres (liste non exhaustive)
- La Guerre des paysans, Paris, Amyot, 1847.
- Questions brûlantes, république et monarchie, Paris, 1848.
- Génie de la Monarchie, Paris, Dentu, 1850.
- Vie de Schiller, Paris, Dentu, 1855.
- Aymar de Granval, comédie en trois actes et en prose, Paris, Dondey-Dupré, 1857.
- Histoire de la grande guerre des Paysans, Paris, Poulet-Malassis, 1862.
- Mon Fils ou Le Nouvel Émile, Paris, Amyot, .1862
- Dix mois de révolution depuis le 24 février jusqu'au 10 décembre 1848, Paris, 1869.
- La République nouvelle, Paris, 1869.
- Lettres de vengeance d'un Alsacien, Paris, Dentu, 1871.
- Le Décret de l'amour, Paris, Dentu, 1871.
- Le Décret de la presse, Paris, Dentu, 1872.
- Décrets de la République des devoirs de l'homme, Paris, 1872.
- Histoire de la guerre des Anabaptistes, Paris, Dentu, 1874.
- Vérités absolues, Paris, Dentu, 1877.
- Agathina, ma femme ! Les Grandes Juives de l'Histoire, Paris, Dentu, 1879.
- Les Grandes Juives, édition nouvelle à l'usage des jeunes filles et dédiée à Mme la baronne James de Rothschild, Paris, Dentu, 1882.
- Souvenirs intimes de Henri Heine, Paris, Dentu, 1883.
- Mon Théâtre, Paris, Dentu, 1885.
- La Mission nouvelle, Paris, Dentu, 1885.
- Mes Romans, Paris, Cohen frères, 1886.
- La France catholique et athée (réponse à La France juive), Paris, Dentu, 1886.
- Histoire véridique et vécue de la Révolution de 1848, Paris, Dentu, 1887.
- Le Centenaire de l'émancipation des Juifs, Paris, 1888.
- Ma Jeunesse, Paris, Sauvaitre, 1888.
- L'Esprit de l'esprit, Paris, Dentu, 1888.
- Un Fléau national, les grands magasins de Paris et les moyens de les combattre, Paris, Dentu, 1888.
- Rimes alsaciennes, 1889.
- Introduction à mes mémoires, Paris, Sauvaitre, 1890.
- Les Cinq livres (mosaïstes) de Moïse, traduits textuellement sur l'hébreu avec commentaires et étymologie, avec élimination des falsifications qu'Esdra et la Grande Synagogue ont frauduleusement mises dans la bouche de Moïse, 5 vol., Paris, 1890-1891.
- Code d'Alexandre Weill, Paris, Sauvaitre, 1894.